# Saboo
Saboo es una localidad de la India en el distrito de Leh, estado de Ladakh.

## Geografía
Se encuentra a una altitud de 3486 m s. n. m. a 800 km de la capital estatal, Srinagar, en la zona horaria UTC +5:30.

## Demografía
Según estimación 2010 contaba con una población de 2 077 habitantes.